# Vastušástra
Vastu šástra, také vastu véda nebo vastu, je védská nauka o architektuře, která popisuje provedení tradičních hinduistických staveb, především chrámů, ale vztahuje se i na poezii, tanec, sochařství a zahradní architekturu. Jejím hlavním znakem je uspořádání podle světových stran a z toho vyplývajících vlivů slunce, měsíce, planet a přírodních sil. Podle všeho čínské feng-šuej má svůj původ právě ve védském vastu. Proto se také v mnoha ohledech vastu a feng-šuej podobají.

## Původní spisy
- Matsjapurána
- Brihatsanhita
- Manasára
- Májámata
- Višvakarmavastušástra
- Samaranganasútradhara
- Aparádžitaprččha

## Základní principy

### Výpočet a posouzení poměrů
| Název | Ajadi šadvarga | Ajadi šadvarga | Ajadi šadvarga | Posouzení zůstatku |
| Název | Popis          | Příklad        | Zůstatek       | Posouzení zůstatku |
| ----- | -------------- | -------------- | -------------- | --- |
| Aja   | délka x 8 % 12 | 40 x 8 % 12    | 8              | 1 chudoba · 2 onemocnění · 3 bohatství · 4 vítětství · 5 překvapení · 6 splnění tužeb · 7 duchovní úpadek · 8 požitky · 9 zdraví · 10 dobrota · 11 věhlas                                                              |
| Vjaja | šířka x 9 % 10 | 29 x 9 % 10    | 3              | 1 úspěch · 2 vítězství · 3 umírněnost · 4 požitky · 5 přátelství · 6 porucha zraku · 7 bohatství · 8 štěstí · 9 přátelé                                                                                                |
| Rkša  | délka x 8 % 27 | 40 x 8 % 27    | 23             | Liché nakšatry (souhvězdí) jsou příznivé a sudé nepříznivé |
| Jóni  | šířka x 3 % 8  | 27 x 3 % 8     | 1              | 1 východ · 2 jihovýchod · 3 jih · 4 jihozápad · 5 západ · 6 severozápad · 7 sever · 8 severovýchod |
| Vara  | obvod x 9 % 7  | 8 x 9 % 7      | 2              | 1 neděle (nepříznivé) · 2 pondělí (příznivé) · 3 úterý (nepříznivé) · 4 středa (příznivé) · 5 čtvrtek (příznivé) · 6 pátek (příznivé) · 7 sobota (nepříznivé)                                                          |
| Tithi | obvod x 9 % 30 | 8 x 9 % 30     | 12             | 1 nepříznivé · 2 příznivé · 3 příznivé · 4 nepříznivé · 5 příznivé · 6 prostřední · 7 příznivé · 8 nepříznivé · 9 nepříznivé · 10 příznivé · 11 nepříznivé · 12 příznivé · 13 příznivé · 14 nepříznivé · 15 nepříznivé |

### Světové strany
Podle polohy vastu Puruši rozeznává Brihatsanhitá tři typy vastu, které ovlivňují umístění budovy na pozemku:
- nitjavastu – pohled vastu Puruša se mění každé tři hodiny
- čáravastu – vastu Puruša hledí na jih v měsících 9, 10, 11 a 12, na západ v měsících 12, 1, 2 a 3, na server v měsících 3, 4, 5 a 6 a na východ v měsících 6, 7, 8 a 9
- sthiravastu – permanentní poloha vastu Puruša, který má nohy na jihozápadě, levou ruku na severozápadě, hlavu na severovýchodě a pravou ruku na jihovýchodě.

### Přírodní síly
1. éter (akáša)
2. vzduch (váju)
3. oheň (tédžas)
4. voda (apas)
5. země (prthiví)

### Vastu Puruša mandala
Vastu Puruša mandala je nedělitelnou součástí vastu šástry a je podkladem pro matematické kalkulace poměrů a posouzení vlivů okolí. Mandala symbolizuje vesmír a Puruša je podle hinduistické mytologie a kosmologie kosmická energie, nadpřirozená síla, kosmický duch nebo nebeské tělo symbolizující celý vesmír. V Rigvédu je ztotožněn s Višnuem.
Podle puránské kosmologie je Země čtverec rozdělený na 9 x 9 částí. Brahma je uprostřed (Brahmasthána) a ostatní božstva jsou symetricky rozmístěna kolem tohoto středu podle vlastností, které jim jsou připisovány:
- severovýchod Íšvara (víra)
- východ Indra (slunce)
- jihovýchod Agni (oheň)
- jih Jama (smrt)
- jihozápad Pitr (tradice)
- západ Varuna (voda)
- severozápad – Váju (vítr)
- sever – Kuvéra – (bohatství)
- střed – Brahman – (štěstí)

### Prána
Vastu šástra předepisuje umístění a orientaci budov tak, aby všechny životní energie (prány), proudily bez jakýchkoliv zábran a podporovaly všechny tělesné a duchovní proudy životních energií v člověku (pránájáma). Podle vastu šástry proudí životně důležité energie ze severovýchodu, a proto je orientace pozemků a budov odvozena od tohoto základního principu. Na severu a východě nesmí být žádné překážky a jih a západ musí být vzhledem k severu a východu výše položeny. Jihozápadní roh by měl být podle tohoto principu nejvýše položeným místem stavebního pozemku a diagonála spojující jihozápad se severovýchodem by měla být delší než diagonála spojující jihovýchod se severozápadem.